# Room for the Moon
Room for the Moon — третий студийный альбом Кати Шилоносовой, или Kate NV, вышедший 12 июня 2020 года на лейбле RVNG Intl.. Эстетика альбома вдохновлена советской и японской музыкой 80-х годов. Альбом был положительно принят русскоязычной и зарубежной прессой; некоторые издания назвали его одним из главных релизов года на русском языке.

## История
По словам Кати Шилоносовой, композиции, вошедшие в Room for the Moon, создавались в течение нескольких лет, с 2016 по 2019 годы. Некоторые из них записывались во время Red Bull Music Academy в 2018 году, в Берлине. В записи альбома участвовали гитарист Евгений Горбунов, коллега Шилоносовой по группе «ГШ», а также саксофонисты Владимир Лучанский и Куинн Уолтон и коллеги Шилоносовой по Red Bull Music Academy. Горбунов также написал несколько текстов песен. В интервью Шилоносова заявила, что композиции альбома были написаны давно, но альбом был закончен в 2019 году.
Шилоносова рассказывала, что во время написания материала к альбому чувствовала себя одиноко:
Когда я заканчивала этот альбом, я была в очень странном состоянии. Я была очень одинокой. <...> В какой-то момент я поняла, что ничего страшного в этом нет. Мне комфортно одной.
Я вспомнила, как много проводила времени одна, когда была маленькой. Родители всегда были заняты, и мне надо было самой себя развлекать. Что у меня очень классно получалось, мне никогда не было скучно. Этот альбом про самодостаточность как в детстве, когда тебе классно с самим собой. Про возвращение к ощущению, которое я почему-то позабыла.Катя Шилоносова
На композиции с Room for the Moon было выпущено три сингла и три видеоклипа к ним: 18 марта 2020 года вышел «Sayonara», затем 28 марта — «Marafon 15», и 26 мая — «Plans». «Sayonara» после выхода попала в списки лучших композиций или видео недели некоторых англоязычных изданий, в их числе Pitchfork и The Guardian. Обозреватели Pitchfork поставили видео на композицию «Plans» на первое место в списке видеоклипов недели. Некоторые издания называли предстоящий альбом одним из самых ожидаемых альбомов года на русском языке. Некоторые зарубежные музыкальные издания смогли послушать Room for the Moon и написать рецензии до выхода альбома.
Альбом вышел 12 июня 2020 года. Несмотря на то, что из-за мирового кризиса, вызванного пандемией COVID-19, многие музыканты откладывают выпуск больших альбомов, Шилоносова не последовала их примеру, заявив, что, напротив, ей было бы приятно, если её музыка поможет кому-то пережить самоизоляцию во время пандемии.

## Музыка и лирика
Альбом причисляли к таким жанрам, как авант-поп, арт-поп, синти-поп и экспериментальный поп с влияниями советской поп-музыки, нью-вейва, эмбиента, японского синти-попа, а также джаза и математического рока. Сама Шилоносова среди музыкальных вдохновений для альбома называла японских музыкантов 80-х годов, советских и российских музыкантов и композиторов (в их числе Никита Пресняков, Юрий Чернавский и Сергей Прокофьев), Стива Райха и Джона Хасселла. В альбоме Шилоносова поёт на русском, английском, японском и французском языках. Тексты альбома преимущественно абстрактные.
Стиль альбома и отдельные элементы в прессе сравнивали с работами таких музыкантов, как Кейт Буш, Лиззи Мерсье-Деклу, Синди Лопер, Mariah и Cluster, а также с творчеством художников-абстракционистов Пита Мондриана и Василия Кандинского. Особую роль в музыкальном оформлении играют синтезаторы и саксофон.
По словам Шилоносовой, среди немузыкальных явлений, которые повлияли на эстетику Room for the Moon — советские детские фильмы, в числе которых «Чародеи», «Приключения Буратино» и «Мэри Поппинс, до свидания», советская мультипликация, аниме «Сейлор Мун», работы художника Рене Магритта  и концептуализм Виктора Пивоварова. Критики отмечали, что среди вещей и событий, которые явно вдохновили Room for the Moon, много таких, которые сама Шилоносова не застала или застала в очень раннем возрасте. Многие критики посчитали особенностями альбома обращение к теме памяти и ностальгии, а также к теме телевидения и кинематографа.
Ричард Фостер в обзоре для The Quietus посчитал Room for the Moon склонным к театральности, а также назвал лупы синтезаторов визитной карточкой Kate NV. Майк Миленко из Clash заявил, что в альбоме появляется «мир, созданный из почти полностью эмбиентного, абстрактного аудиокреативного воображения». Некоторые критики назвали звучание альбома оптимистичным, вселяющим надежду.
Артём Макарский из «Афиши Daily» посчитал одной из ключевых особенностей Room for the Moon использование эстетическое наследие СССР без его политического контекста. Олег Соболев в рецензии для Lenta.ru написал, что альбом эстетически не принадлежит ни западной поп-музыке, ни советской эстраде, а совмещает эти эстетики.
Критики отмечали, что альбом воспринимается особым образом в связи с тем, что был выпущен в разгар пандемии COVID-19 2020 года, когда во многих странах мира были введены режимы самоизоляции. Room for the Moon одновременно называли и «тоником для времени, проводимого взаперти» из-за общего настроения альбома, и «предсказателем новой реальности» — из-за песни «Plans», слова которой можно интерпретировать как отсылающие к мировому кризису 2020 года, вызванному пандемией. Сама Шилоносова отвергла такую интерпретацию. Она сказала: «Я видела, что многие пишут, что это реально терапевтический альбом, но мне кажется, что утверждение ошибочное. Я не воспринимаю музыку как терапию, и она не является для меня местом, куда я отвожу свои переживания».

## Название и обложка
Катя Шилоносова объяснила, что хотя название Room for the Moon многие англоязычные критики интерпретировали в переносном смысле, как «место для луны», изначально слово room должно было пониматься в прямом смысле: «Идея была больше про the Room for the Moon (англ. „эта комната для луны“), как маленькая комната, в которой я сейчас сижу!». Обложка альбома была выполнена студией WWFG в минималистичном стиле, который, по задумке дизайнеров, должен был отразить «вневременность и простоту».

## Композиции
Альбом открывается композицией «Not Not Not». Она была записана одной из первых — в 2016 году, в Нью-Йорке. «Du Na» была записана в 2018 году во время Red Bull Music Academy в Берлине. В треке звучит маримба, на ней играли сами Шилоносова и музыкант Марко Пассарани; партия саксофона сыграна Куинном Уолтоном. Шилоносова назвала «Du Na» оммажем музыканту Джону Хасселлу. Олег Соболев сравнил звучание первых двух композиций со стилистикой постминимализма лейбла авангардной музыки Unseen Worlds.
Песня «Sayonara» была записана в 2016 году. Это первый трек альбома, на котором появляется вокал Шилоносовой. Название песни переводится с японского как «прощай». В песне «Ça Commence Par» звучит флейта, а также есть текст на французском языке, написанный Дмитрием Карелиным. Джей Сингх сравнил эту композицию с детской считалочкой, Мэг Берридж назвала её «театральной» и «ультимативно танцевальной», а Майк Миленко отметил её ритмическую сложность.
Название композиции «Marafon 15» отсылает к советско-российской телепередачей «Марафон-15», но, по словам Шилоносовой, песня не имеет особого отношения к содержанию телепередачи. Текст песни написал Евгений Горбунов, он же играет на бас-гитаре. В композиции «Tea» цитируется Первый фортепианный концерт Петра Чайковского. Этот трек называли «космическим» и «звёздным». «Lu Na» также записана в 2018 году во время Red Bull Music Academy в Берлине. В ней звучит вокал на русском и спокен-ворд на японском. Японский текст произносит эмбиент-исполнительница Нами Сато, он был записан экспромтом.
Трек «Plans» несколько изданий назвали главной или лучшей композицией альбома, Джей Сингх отметил, что из всех композиций альбома Plans наиболее близок к традиционной песенной структуре. Саксофонное соло Шилоносова «собрала» из сэмплов сломанных инструментов, записанных музыкальной организацией OneBeat. Обозреватели ТАСС посчитали, что это песня «об абсурдности нашего мира, наших предположений и желаний, о том, как все может рассыпаться в считаные секунды». Текст песни, написанный Евгением Горбуновым, в прессе часто интерпретировали как отсылающий к пандемии COVID-19 и режимам самоизоляции; сама Шилоносова сказала, что такой смысл не вкладывался: «Недавно мне кто-то сказал, что в треке „Планы“ очень депрессивный текст. Мне кажется, все зависит от того, как ты воспринимаешь ситуацию вокруг себя. В нынешних обстоятельствах он может показаться печальным, но на самом деле он таким не задумывался». Сама песня была написана до начала пандемии.
«If Anyone's Sleepy» должен был стать эмбиент-композицией, но в итоге Шилоносова написала для неё текст. Квинн Морленд назвала её колыбельной. Закрывает альбом композиция «Telefon», вдохновленная композицией «Старый телефон» Розы Рымбаевой и ВИА «Арай». В этой композиции также звучит маримба. Критики сравнили «If Anyone's Sleepy» и «Telefon» с песнями из детских советских фильмов.

## Видеоклипы
На композиции из альбома было выпущено три видеоклипа. Чёрно-белое видео для «Sayonara», в котором Шилоносова изображает мима, снималось в 2019 году в Мальмё в Швеции; при съёмке использовалась восьмимиллиметровая плёнка.
Видео для «Marafon 15» срежиссировано Гиной Онегиной. В качестве референса для визуальных образов клипа Шилоносова называла клип «Babooshka» Кейт Буш, а для собственного костюма — образы главного персонажа из советского мультфильма «Самый маленький гном» и Мальвины из советского фильма «Приключения Буратино». Джей Сингх посчитал, что образ Шилоносовой в видео напоминает героев произведений писательницы Туве Янссон.
Видео для «Plans», срежиссированное Павлом Клингом, вдохновлено советско-украинской телепередачей «Маски-шоу». Оно было снято режиссёром Павлом Клингом в декабре 2019 года. В видео Шилоносова предстаёт в образе диктора телевизионного выпуска новостей. Сама она назвала свой образ «карикатурно отрицательным». Обозреватель Pitchfork Эрик Торрес сравнил костюмы и грим, которые в нём используются, с видеоработами Christine and the Queens и Лори Андерсон и посчитал, что это лучшее видео Kate NV.

## Реакция
| Совокупная оценка    | Совокупная оценка |
| Источник             | Оценка            |
| -------------------- | ----------------- |
| Metacritic           | [ 31 ]            |
| Оценки критиков      |                   |
| Источник             | Оценка            |
| Beats Per Minute     | [ 26 ]            |
| Clash                | [ 20 ]            |
| Gigwise              | [ 23 ]            |
| Pitchfork            | [ 17 ]            |
| The Line of Best Fit | [ 24 ]            |

Room for the Moon получил положительные отзывы как у русскоязычных критиков, так и за рубежом, удостоившись необычного для российской музыки внимания англоязычной прессы. Оценка альбома на агрегаторе Metacritic составляет 84 из 100, с пометой «всеобщее признание» (англ. universal acclaim).
Большое количество англоязычных изданий написали положительные рецензии об альбоме; в их числе Beats Per Minute, Clash Magazine, Gigwise, «i-D»,The Line of Best Fit,  Pitchfork, The Quietus, Resident Advisor.
Артём Макарский назвал Room For the Moon «самым оптимистичным русским альбомом года». Олег Соболев назвал Room For the Moon «событием в новой русской музыке», заявив, что «специфически неописуемым звучанием и смелостью в выборе методов изъяснения <...> он сильно отличается от большей части той поп-продукции, которая вообще записывается в России».
Некоторые издания включили Room for the Moon в списки лучших альбомов 2020 года: редакторы «Афиша Daily» поставили его на 1-е место, Time Out, GQ Russia и приглашённые эксперты Meduza включили его в списки без ранжирования. Pitchfork поставили альбом на 41-е место в списке лучших альбомов, включили его в список лучших электронных релизов года без ранжирования, а также поставили композицию «Sayonara» на 79-е место в списке лучших треков 2020-го.

## Список композиций
| №                   | Название                       | Текст песни         | Длительность |
| ------------------- | ------------------------------ | ------------------- | ------------ |
| 1.                  | «Not Not Not»                  | Катя Шилоносова     | 5:15         |
| 2.                  | «Du Na»                        |                     | 4:48         |
| 3.                  | «Sayonara» (Full Moon Version) | Катя Шилоносова     | 6:26         |
| 4.                  | «Ça Commence Par»              | Дмитрий Карелин     | 3:16         |
| 5.                  | «Marafon 15»                   | Евгений Горбунов    | 5:23         |
| 6.                  | «Tea» (Full Cup Version)       |                     | 3:39         |
| 7.                  | «Lu Na»                        |                     | 4:37         |
| 8.                  | «Plans»                        | Евгений Горбунов    | 5:38         |
| 9.                  | «If Anyone's Sleepy»           | Катя Шилоносова     | 3:21         |
| 10.                 | «Telefon»                      | Евгений Горбунов    | 4:36         |
| Общая длительность: | Общая длительность:            | Общая длительность: | 46:59        |

Композиции «Sayonara» и «Tea» существуют в двух версиях. Одна версия доступна на стриминговых платформах, другую можно услышать только на физических носителях (на виниле они замещают цифровые версии, на CD есть обе версии каждого трека). Также на CD есть бонусный трек «Arigato».

## Участники записи
- Катя Шилоносова (синтезаторы, маримба, вокал)
- Евгений Горбунов (бас-гитара)
- Владимир Лучанский (саксофон)
- Куинн Уолтон (саксофон)
- Марко Пассарани (маримба)
- Нами Сато (вокал)[6]